# Соскуанйоки
Соскуанйоки в верхнем течении — Латваламменйоки — река в России, протекает в Лахденпохском районе Карелии. Впадает в Ладожское озеро. Длина реки составляет 40 км, площадь водосборного бассейна — 234 км².
- В 24 км от устья по правому берегу впадает река Вярянкоскенйоки. Помимо этого имеет несколько малых притоков, один из которых вытекает из озера Костамоярви[2]. На реке находятся населённые пункты Вялимяки и Соскуа.

## Данные водного реестра
По данным государственного водного реестра России относится к Балтийскому бассейновому округу, водохозяйственный участок реки — Водные объекты бассейна оз. Ладожское без рр. Волхов, Свирь и Сясь, речной подбассейн реки — Нева и реки бассейна Ладожского озера (без подбассейна Свирь и Волхов, российская часть бассейнов). Относится к речному бассейну реки Нева (включая бассейны рек Онежского и Ладожского озера).
Код объекта в государственном водном реестре — 01040300212102000010672.